# Skowieszynek

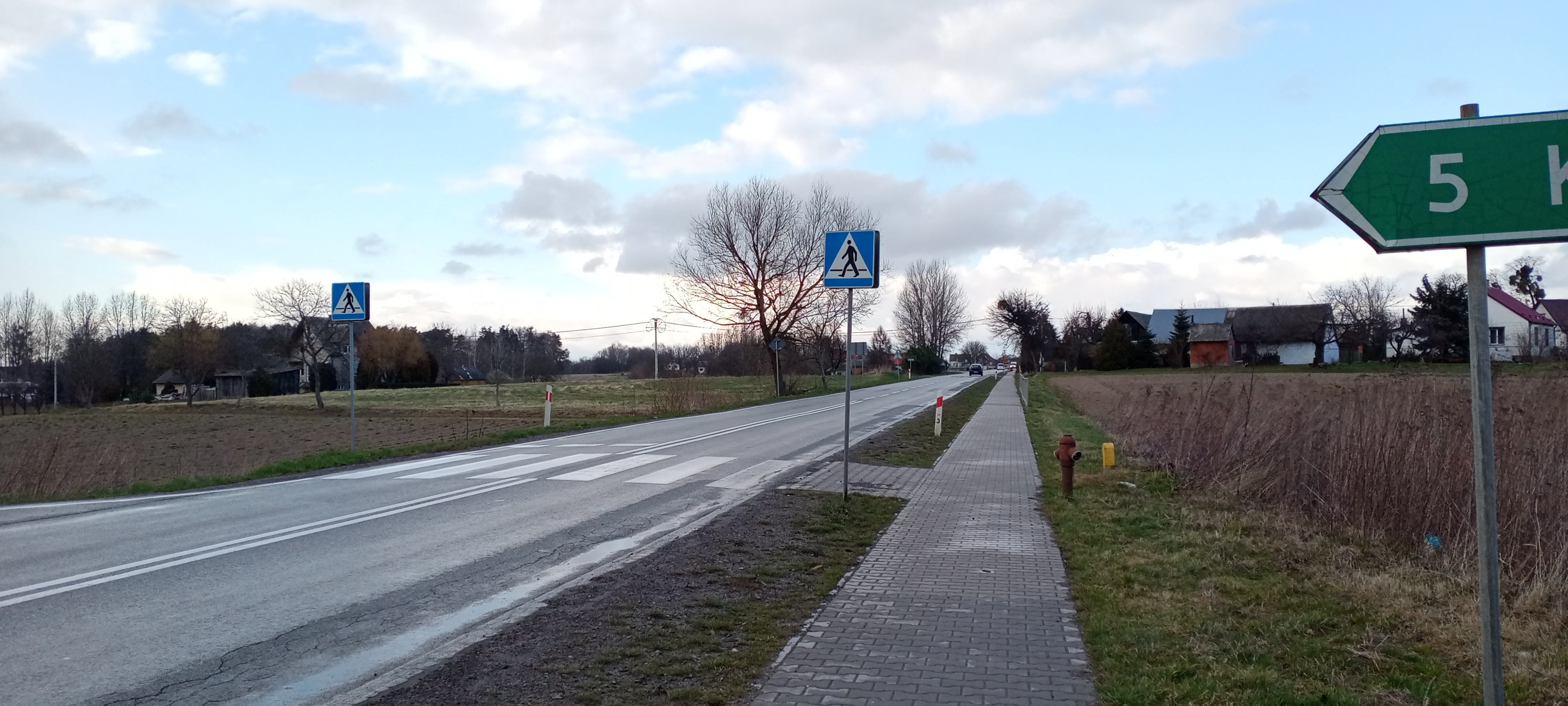
Droga wojewódzka nr 824 na terenie wsi

Skowieszynek – wieś w Polsce położona w województwie lubelskim, w powiecie puławskim, w gminie Kazimierz Dolny.
W latach 1975–1998 miejscowość należała administracyjnie do ówczesnego województwa lubelskiego.
Wieś stanowi sołectwo gminy Kazimierz Dolny. Według Narodowego Spisu Powszechnego z roku 2011 wieś liczyła 277 mieszkańców.
Wierni Kościoła rzymskokatolickiego należą do parafii św. Jana Chrzciciela i św. Bartłomieja Apostoła w Kazimierzu Dolnym.